# لاسكارينا بوبولينا

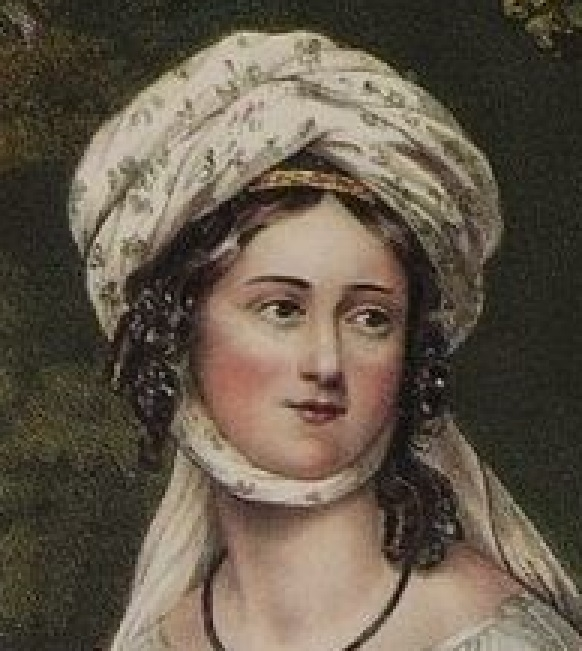
لاسكارينا بوبولينا المرأة التي غيرت مجرى الحرب

لاسكارينا بوبولينا (باليونانية: Λασκαρίνα Μπουμπουλίνα)‏ بطلة قومية يونانية من جزيرة هيدرا، ولدت في سجن استنبول عام 1771 عندما كانت أمها تقوم بزيارة والدها المتوفي ستافريانوس بينوتسيس والذي كان قد سجن من قبل الأتراك لاشتراكه في الثورة البيبولينية عامي 1769 و1770.
في 13 آذار/مارس عام 1821 بعد إثنا عشر يوماً من بدء حرب استقلال اليونان، رفع أول علم رسمي للثورة فوق جزيرة سبيتسيس بيد لاسكارينا بوبولينا المترملة مرتين وأم لسبع أولاد والتي كانت فائقة الثراء اشتملت أملاكها على الكثير من السفن، وفي 3 نيسان/أبريل من نفس العام أعلنت جزيرة سيبتسيس ثورتها تبعتها جزيرة هيدرا وجزيرة بسارا لتجمع الجزر الثلاث قوةً اشتملت على 300 سفينة.
بعد ذلك قامت بوبولينا بأخذ ثمان من سفنها لتنضم إلى القوى اليونانية الأخرى في حصار نافبليو المدينة الساحلية الحصينة في شبه جزيرة بيلوبونيس. ولكنها عادت فهاجمت مونيمفاسيا وساهمت في حصار بيلوس وتمكنت بعدها من توفير وجلب المؤن للثوار عبر البحر لإكمال حصارهم لنافبليو حتى سقوطها. تعتبر لاسكارينا بوبولينا بسبب إسهاماتها تلك في الثورة بطلة قومية في اليونان فهي واحدة من أوائل النساء التي لعبن دوراً محورياً في مسيرة ثورة الاستقلال، وبحسب رأي العديد من المؤرخين فأنه لولا بوبولينا ولولا سفنها لما تمكنت اليونان من نيل استقلالها أبداً، ولكن مايجهله الكثيرون حول لاسكارينا بوبولينا أنها كانت من أصول ألبانية.

## مواضيع ذات صلة
- حرب استقلال اليونان

## وصلات خارجية
- A history of greece